# Elizabeth Kemp
Elizabeth Kemp (Key West, 5 novembre 1951 – Los Angeles, 1º settembre 2017) è stata un'attrice statunitense.

## Filmografia parziale

### Cinema
- He Knows You're Alone, regia di Armand Mastroianni (1980)
- L'ora che uccide (The Clairvoyant), regia di Armand Mastroianni (1982)
- Venice/Venice, regia di Henry Jaglom (1992)
- Animal Room, regia di Craig Singer (1995)
- Welcome to New York, regia di Abel Ferrara (2014)

### Televisione
- Love of Life – serie TV, 3 episodi (1975-1976)
- Destini (Another World) – serie TV, un episodio (1981)
- Una poliziotta sotto pressione (Police Story: Burnout) – film TV (1988)
- Challenger - Lo shuttle della morte (Challenger) – film TV (1990)
- Visioni senza volto (Murderous Vision) – film TV (1991)
- Law & Order - I due volti della giustizia (Law & Order) – serie TV, 2 episodi (2001-2003)